# Farlowella hasemani
Farlowella hasemani är en fiskart som beskrevs av Eigenmann och Vance, 1917. Farlowella hasemani ingår i släktet Farlowella och familjen Loricariidae. Inga underarter finns listade i Catalogue of Life.